# Stazione di Francoforte sul Meno Ostendstraße
La stazione di Francoforte sul Meno Ostendstraße (in tedesco Frankfurt (Main) Ostendstraße) è una stazione di Francoforte sul Meno, in Germania, situata nel quartiere Ostend. Si trova sul passante ferroviario di Francoforte.

## Storia
La stazione è stata aperta nel 1990, quando è stato costruito il prolungamento del passante in direzione della stazione Sud.

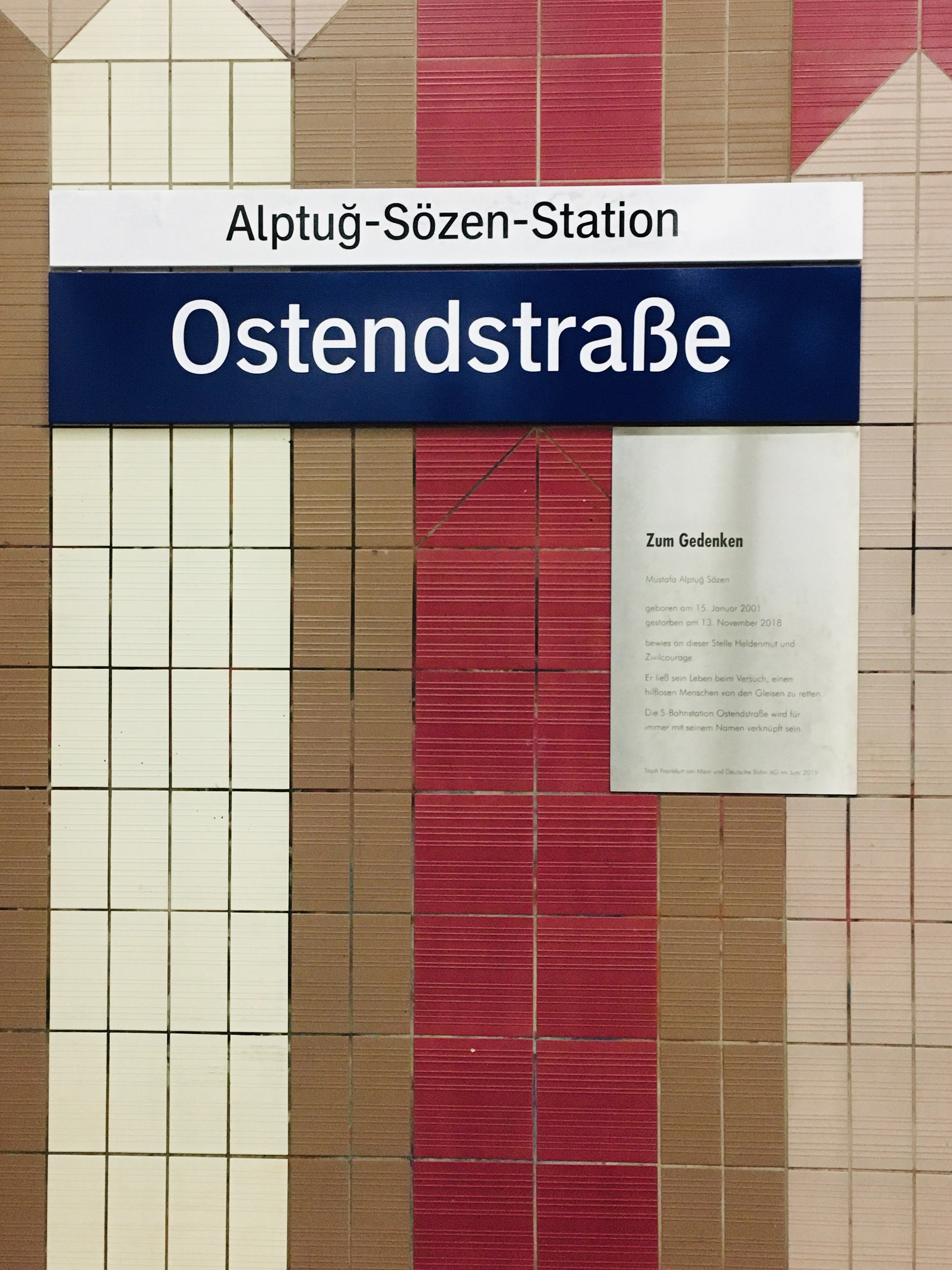
Un cartello indicante i due nomi della stazione.

Il 13 novembre 2018 un giovane è stato investito e ucciso da un treno mentre cercava di aiutare un senzatetto caduto sui binari. Per commemorare questo fatto, la stazione ha ricevuto ufficialmente il soprannome di "stazione Alptuğ Sözen".

## Caratteristiche
È composta da due binari situati su una piattaforma centrale.
Dispone di due accessi. Quello a sud conduce nei pressi della sede della Banca centrale europea.

## Servizi e interscambi
La stazione dispone di:
- Biglietteria automatica

e consente l'interscambio con gli altri mezzi di trasporto pubblico tramite:
- Fermata autobus RMV
- Fermata tram RMV